# Dally Randriantefy
Dally Randriantefy (Antananarivo, 23 februari 1977) is een voormalig tennisspeelster uit Madagaskar. Haar favoriete ondergrond is gravel. Zij speelt rechtshandig en heeft een tweehandige backhand. Sinds 1994 was zij proftennisser en nam ze deel aan de grote internationale toernooien. In 2006 beëindigde zij haar carrière.
Zij werd begeleid door haar trainer Rakotonindriana Josoa. Haar zus Natacha Randriantefy is ook tennisspeelster, en deelneemster aan de Olympische spelen in 1992 (Barcelona) en 1996 (Atlanta).
Randriantefy tennist vanaf haar achtste jaar en was een uiterst succesvol jeugdspeelster. Zij werd tweemaal Jeugdkampioene van Afrika, won brons bij het Junioren Wereldkampioenschap voor landenteams, en stond eind 1993 zesde op de wereldranglijst voor junioren.
Ook bij de volwassenen wist Randriantefy zich goed staande te houden.
Ze bereikte op drie van de vier grandslamtoernooien de derde ronde in het enkelspel, maar won nooit een wedstrijd op het gras van Wimbledon.
De loopbaan van Randriantefy werd tussen 1998 en 2001 geplaagd door blessureleed en gebrek aan topsportfaciliteiten in haar straatarme moederland Madagaskar. In het seizoen 1998 speelde ze geen wedstrijd van betekenis. Eind 2001 keerde zij terug op het hoogste niveau in het internationale tennis, en bereikte op 11 april 2005 haar hoogste notering op de wereldranglijst van de WTA tot nu toe (44e). Randriantefy won zeven titels in het enkelspel op ITF-niveau.
Randriantefy was ook actief in het dubbelspel, en stond in mei 2002 193e op de wereldranglijst. Zij won drie ITF-titels in het dubbelspel. Zij verdiende in haar loopbaan meer dan 600.000 dollar aan prijzengeld, en is daarmee de best verdienende Malagassische sporter.
Reeds op vijftienjarige leeftijd deed ze mee aan de Olympische Spelen (Barcelona 1992). Tijdens de Olympische Spelen van 1996 in Atlanta droeg Randriantefy de vlag van Madagaskar tijdens de openings- en sluitingsceremonies. In 2000 wist zij zich niet te plaatsen voor de Spelen in Sydney, maar in 2004 (Athene) nam zij voor de derde keer deel aan de Olympische Zomerspelen voor Madagaskar.

## Posities op deWTA-ranglijst
Positie per einde seizoen:
| jaartal | ranking enkelspel | ranking dubbelspel |
| ------- | ----------------- | ------------------ |
| 2005    | 68                | 372                |
| 2004    | 62                | –                  |
| 2003    | 101               | –                  |
| 2002    | 93                | 244                |
| 2001    | 139               | 254                |
| 2000    | 163               | 798                |
| 1999    | 387               | 798                |
| 1997    | 202               | –                  |
| 1996    | 114               | –                  |
| 1995    | 119               | 512                |
| 1994    | 254               | 335                |
| 1993    | 420               | 583                |

## Palmares

### WTA-finaleplaatsen
Randriantefy stond nooit in een WTA-finale, enkelspel noch dubbelspel.

## Prestatietabel grandslamtoernooien
| Legenda | Legenda                          |
| ------- | -------------------------------- |
| g.t.    | geen toernooi gehouden           |
| l.c.    | lagere categorie                 |
| –       | niet deelgenomen                 |
| G       | uitgeschakeld in de groepsfase   |
| 1R      | uitgeschakeld in de eerste ronde |
| 2R      | uitgeschakeld in de tweede ronde |
| 3R      | uitgeschakeld in de derde ronde  |
| 4R      | uitgeschakeld in de vierde ronde |
| KF      | uitgeschakeld in de kwartfinale  |
| HF      | uitgeschakeld in de halve finale |
| F       | de finale verloren               |
| W       | het toernooi gewonnen            |
| w-v     | winst/verlies-balans             |

### Enkelspel
| Toernooi        | 1995 | 1996 | 1997 |    | 2002 | 2003 | 2004 | 2005 | 2006 |
| --------------- | ---- | ---- | ---- | -- | ---- | ---- | ---- | ---- | ---- |
| Australian Open | 3R   | 2R   | 1R   | –  | 1R   | 1R   | 2R   | 1R   |      |
| Roland Garros   | –    | 2R   | –    | 2R | 3R   | 1R   | 1R   | –    |      |
| Wimbledon       | –    | 1R   | –    | –  | 1R   | 1R   | 1R   | –    |      |
| US Open         | 1R   | 3R   | –    | –  | 1R   | 2R   | 2R   | –    |      |

### Vrouwendubbelspel
| Toernooi        | 2005 | 2006 |
| --------------- | ---- | ---- |
| Australian Open | –    | 1R   |
| Roland Garros   | 1R   | –    |
| Wimbledon       | 1R   | –    |
| US Open         | 2R   | –    |